# میرویس صادق
میرویس صادق، فرزند ارشد اسماعیل خان والی سابق هرات بود.
آقای صادق، در کنفرانس بن به نمایندگی از اسماعیل خان شرکت داشت.
او در دولت موقت افغانستان وزیر کار و امور اجتماعی بود و در دولت انتقالی این کشور (هر دو دولت به رهبری حامد کرزی) وزیر هوانوردی شد.
آقای صادق، در ماه حمل (فروردین) سال ۱۳۸۳ خورشیدی، توسط افراد فرمانده مخالف پدرش (ظاهر نایب زاده) در هرات کشته شد.